# Joris Brenninkmeijer
Joris Brenninkmeijer (ur. 14 września 1969) – holenderski szachista, mistrz międzynarodowy od 1989 roku.

## Kariera szachowa
Na przełomie 1987 i 1988 r. zdobył w Arnhem brązowy medal mistrzostw Europy juniorów do 20 lat. W 1989 r. zwyciężył w otwartym turnieju w Dieren, natomiast w 1990 r. podzielił III m. (za Joelem Lautierem i Johnem van der Wielem, wspólnie z Gilles'em Mirallèsem) w rozegranym w Lyonie turnieju strefowym (eliminacji mistrzostw świata), zdobył tytuł indywidualnego wicemistrza Holandii, podzielił III m. (za Władimirem Tukmakowem i Judit Polgár, wspólnie z m.in. Viswanathanem Anandem i Curtem Hansenem) w turnieju OHRA–B w Amsterdamie oraz jedyny raz w karierze wystąpił w reprezentacji kraju na szachowej olimpiadzie, rozegranej w Nowym Sadzie. W 1991 r. samodzielnie zwyciężył w Ter Apel, wyprzedzając m.in. Aleksieja Szyrowa, w 1992 i 1994 r. dwukrotnie podzielił I m. w openach w Groningen, natomiast w 1995 r. podzielił III m. (za Friso Nijboerem i Wasiliosem Kotroniasem, wspólnie z Ianem Rogersem) w Wijk aan Zee (turniej Sonnevanck–A). W 1996 r. zwyciężył w niewielkim (4-osobowym) turnieju tematycznym w Groningen, w którym wszystkie partie rozpoczynały się gambitem Stauntona. Od 1997 r. znacznie ograniczył swoją turniejową aktywność, uczestnicząc praktycznie wyłącznie w drużynowych rozgrywkach w Holandii i Niemczech.
Najwyższy ranking w karierze osiągnął 1 lipca 1991 r., z wynikiem 2525 punktów zajmował wówczas 5. miejsce wśród holenderskich szachistów.